# Giambattista Guatteri
Giambattista Guatteri, né à  Castelnovo di Sotto le 27 août 1739, mort à Parme le 1er juillet 1793, est un botaniste italien.

## Biographie
En 1755, Giambattista Guatteri s'installe à Parme pour suivre des cours universitaire. En 1765, à la demande du duc de Parme Ferdinand Ier, il se rend à l'Université de Padoue, où il suit les cours de Giovanni Marsili et il obtient en deux ans le doctorat en Sciences naturelles.
En 1769, avec le soutien de Jean-Baptiste Morgagni et d'autres, il obtient la chaire de botanique de l'Université de Parme où il s'emploie à la réalisation d'un jardin botanique sur le modèle de celui de Padoue en activité depuis 1545. En 1770, il prépare le terrain et après quelques années, le jardin botanique de Parme voit le jour. Guatteri engage une collaboration scientifique avec les principaux jardins botaniques européens et en particulier avec le jardin botanique royal de Madrid, de qui, il obtient de nombreuses nouvelles espèces botaniques provenant des Amériques.
En 1793, il fait construire de nouvelles serres selon le projet de l'architecte Ennemond Alexandre Petitot.
Pour faire bénéficier ses étudiants de textes mis à jour, il traduit, depuis l'espagnol, le Cours élémentaire théorique de botanique et l'introduction à la partie pratique de Casimir Ortega, directeur du jardin botanique de Madrid.
Il est l'un des premiers botanistes italiens à adopter la nouvelle classification proposée par Carl von Linné.
Guatteri est l’abréviation botanique standard de Giambattista Guatteri.
Consulter la liste des abréviations d'auteur en botanique ou la liste des plantes assignées à cet auteur par l'IPNI, la liste des champignons assignés par MycoBank, la liste des algues assignées par l'AlgaeBase et la liste des fossiles assignés à cet auteur par l'IFPNI.

## Sources
- (it) Cet article est partiellement ou en totalité issu de l’article de Wikipédia en italien intitulé « Giambattista Guatteri » (voir la liste des auteurs).
- Roberto Lasagni, Dizionario biografico dei Parmigiani, ed. PPS, Parme 1999